# Vitprickig taggmal
Vitprickig taggmal (Acanthicus adonis) är en sötvattenlevande art av fisk som beskrevs av Isaac J.H. Isbrücker och Nijssen 1988. Arten ingår i släktet Acanthicus, och familjen harneskmalar (Loricariidae). Vuxna exemplar kan bli upp till och med 100 cm långa. Inga underarter finns listade, och den har heller inga kända synonymer.

## Utbredning
Acanthicus adonis förekommer i delar av floden Tocantins avrinningsområde i Brasilien.